# ニォルド (海防戦艦)

「ニォルド」の進水式

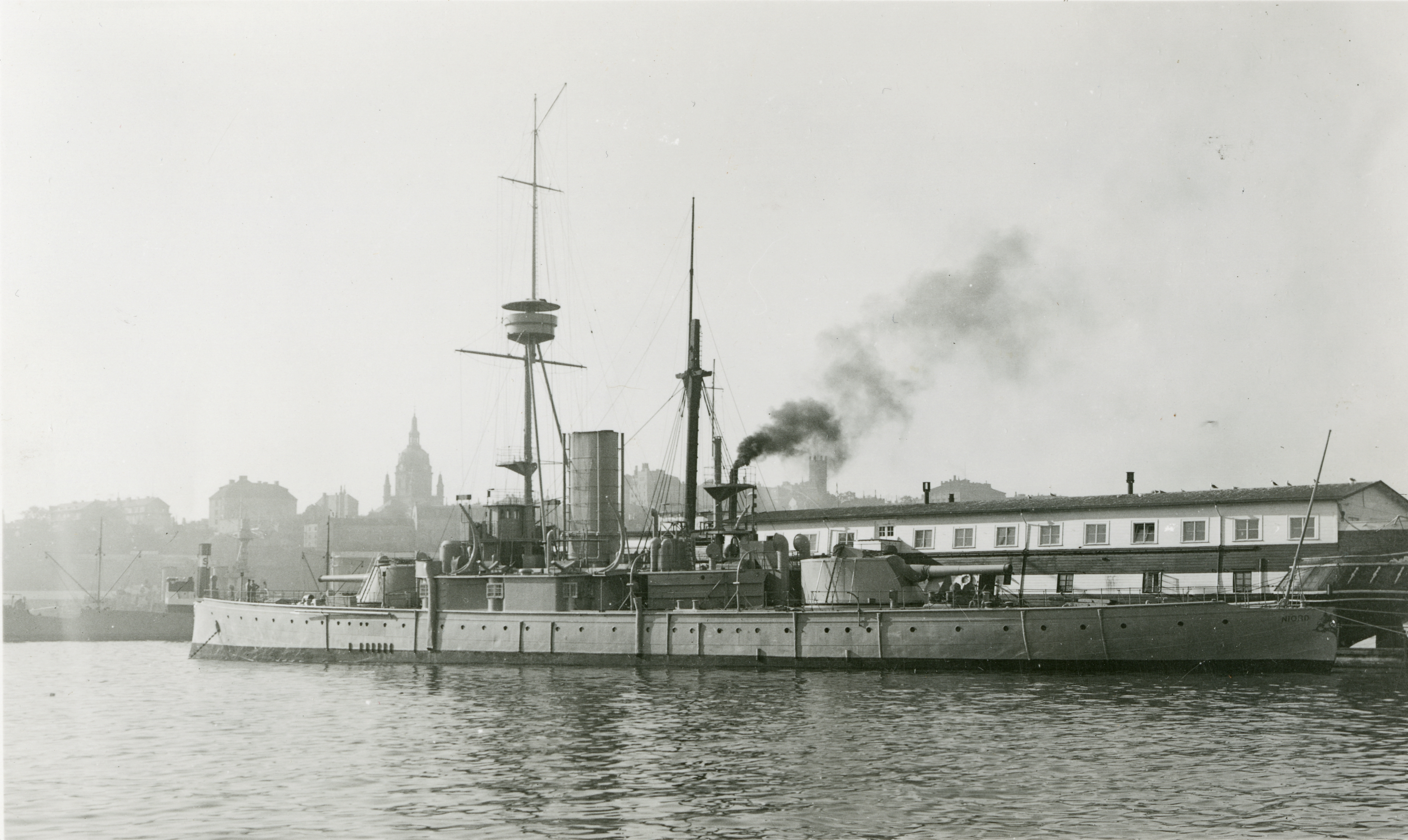
近代化改装後の「ニォルド」

ニォルド (Niord) はスウェーデン海軍の海防戦艦。オーディン級。艦名となっているニォルドは北欧神話の神である。
イェーテボリのリンドホルメン造船所で建造。1896年3月起工。1898年3月30日進水。進水式にはオスカル2世が臨席した。1899年2月23日竣工。
基準排水量3328トン、満載排水量3720トン、全長86.3m、水線長84.78m、最大幅14,77m、計画吃水5.5m。1番艦「オーディン」にはなかった舷窓がある。1902年にはビルジキールが装着された。
主砲は42口径25.4cmM/94C型後装施条砲2門を単装砲塔2基に搭載した。「オーディン」、「トール」のフランス製のものと異なり、このM/94C型砲は砲身粗材をイギリスから、設計図をフランスから入手してボフォース社が製造した。射程は最大仰角10度で9950mであった。副砲はボフォース45口径12cmM/94型速射砲6門をケイスメイトに搭載した。材質変更により装甲重量が削減できたことなどで、12cm砲の門数は「オーディン」より2門増やされた。主砲副砲の他には、フィンスポング55口径57mmM/89B型砲10門、マキシム・ノルデンフェルト8mmM/95型機銃2挺を搭載。また、艦首に45.7cmM/93型水中魚雷発射管1門を有する。2隻の艦載艇は25mmM/84型機銃1挺を搭載した。これは1906年に37mmM/98B型砲に換えられている。
主機は直立3気筒3段膨張蒸気往復動機関2基、主缶は円缶6基で出力5350指示馬力。2軸推進で計画速力15ノット。公試では15.5ノットを発揮した。航続距離は10ノットで2500浬。
装甲厚は水線装甲帯が最大240mm、バーベット190mm、主砲前楯190mm、シタデル隔壁240mm、司令塔前面190mm、後面100mm。水線装甲帯と砲塔の装甲はジョン・ブラウン社製のハーヴェイ鋼であった。ケイスメイトは91mmで甲板は12.4mm厚鋼板2枚に25mmの装甲鈑であった。
1922年以降、宿泊艦、海軍航空隊の母艦、失業船員用施設となった。兵装は主砲のみとなったが、1939年にヴィッカース・テルニ39口径40mmM/22型対空砲4門を搭載した。1944年に爆弾や機雷の実験に使用され、同年除籍。1945年に解体された。